# OutcropWizard
OutcropWizard (von englisch outcrop „Aufschluss“ und wizard „Zauberer, [hier:] Eingabe-Assistent“) ist eine nicht-kommerzielle Applikation für Android- und iOS-Geräte. Es handelt sich um eine mobile Aufschlussdatenbank mit geowissenschaftlichen Inhalten. OutcropWizard ist somit eine wissenschaftliche Forschungssammlung. Ziele der App sind Informationen zu geowissenschaftlichen Besonderheiten zu digitalisieren, um Nutzern Zugang zu relevanten Daten zu ermöglichen, das geologische Arbeiten im Gelände zu erleichtern und die universitäre Lehre, beispielsweise die Planung von Exkursionen, zu verbessern. Die Idee von OutcropWizard basiert auf einem Crowdsourcing-Ansatz; jeder Nutzer kann in der App Aufschlüsse anlegen, ergänzen und verbessern. OutcropWizard richtet sich sowohl an Geowissenschaftler als auch an interessierte Laien. Somit dient die App sowohl als Medium der Öffentlichkeitsarbeit als auch als digitale Lehr- und Lernmethode. Gefördert wird vor allem integriertes Lernen an Hochschulen, da theoretische Vorlesungsinhalte mit entsprechenden Lokationen im Gelände verknüpft und die Lernenden in die Lage versetzt werden, diese Orte selbständig aufzusuchen.

## Geschichte
OutcropWizard ist ein Projekt der Arbeitsgruppe Umweltgeologie des Institutes für Geowissenschaften der Rheinischen Friedrich-Wilhelms-Universität Bonn und wurde unter der Leitung von Gösta Hoffmann von Edouard Grigowski und Martin Monschau entwickelt. Erstmals erschien die App im Juni 2017 für Android-Geräte im Google Play Store. Eine Version für iOS-Geräte ist im Januar 2020 als öffentlicher Betatest freigegeben worden. Im Oktober 2020 ist die iOS-Version schließlich veröffentlicht worden und steht im App Store als Download zur Verfügung. Der WDR berichtete im April 2021 über die App und ihre Einsatzmöglichkeiten.
Gefördert wird das Projekt durch die Klaus Tschira Stiftung, die Deutsche Geologische Gesellschaft und durch den ABC/J Geoverbund. Es besteht ein Kooperationsabkommen zwischen der Universität Bonn und dem UNESCO Natur- und Geopark Vulkaneifel. Das digitale Informationsangebot des Geoparks ist über OutcropWizard abrufbar. Somit ist die Vulkaneifel der erste Geopark in Deutschland, der ein solches digitales Informationsangebot vorhält. Darüber hinaus sind die wichtigsten Punkte im Gelände durch Tafeln markiert. Hier ergänzen sich klassische und digitale Wege der Informationsvermittlung. Seit November 2020 besteht ein Kooperationsabkommen mit dem Geopark GrenzWelten. In Zusammenarbeit mit dem Landesforst Mecklenburg-Vorpommern wird der Usedomer Gesteinsgarten am Forstamt Neu Pudagla von dem OutcropWizard-Team wissenschaftlich begleitet. Hier wurde im Dezember 2020 ein am 2. Februar 1987 in der Antarktis von dem FS Polarstern geborgenen Findling feierlich übergeben. Über den Gesteinstransport hat der WDR in der Lokalzeit Bonn am 7. Dezember 2020 berichtet. Als ein Pilotprojekt wurde im Usedomer Gesteinsgarten ein erster Videoguide in der App verwirklicht. Im Rahmen der Initiative Digitale Koryphäen sollen Fachleute an entsprechenden Aufschlüssen in Kurzinterviews erklären, warum diese Punkte von Bedeutung sind.
Im Februar 2021 startete die Arbeitsgruppe das Projekt 30 Geotope3. Im Rahmen des Projektes soll verdeutlicht werden, dass Aufschlüsse die primären Informationsquellen in der Geologie sind und wie diese mit modernen Methoden dokumentiert werden können. Anlass ist das 175-jährigen Bestehens der Deutschen Geologischen Gesellschaft und ihrer Nachfolgeorganisationen im Jahr 2023. Um dies zu bewerben, wird monatlich ein bedeutendes Geotop dreidimensional präsentiert. Das Projekt 30 Geotope3 will die optisch ansprechendsten und wissenschaftshistorisch bedeutendsten Aufschlüsse Deutschlands dokumentieren. Als ein erstes Modell wurde im Februar 2021 der Teufelstisch in der Hinterpfalz dokumentiert. Der Dohlenstein im Saaletal folgte im März 2021. Die Wissower Klinken auf der Insel Rügen, die Saarschleife und die Liether Kalkgrube sind weitere dreidimensional dokumentierte Geotope.
| Datum   | Geotop                | Stratigraphie | Einrichtung    |
| ------- | --------------------- | ------------- | -------------- |
| 02.2021 | Der Teufelstisch      | Trias         | Uni Bonn       |
| 03.2021 | Der Dohlenstein       | Trias         | Uni Jena       |
| 04.2021 | Die Kreideküste       | Kreide        | Uni Greifswald |
| 05.2021 | Die Saarschleife      | Quartär       | Uni Bonn       |
| 06.2021 | Die Liether Kalkgrube | Perm          | Uni Hamburg    |
| 07.2021 | Die Externsteine      | Kreide        | Uni Bonn       |
| 08.2021 | Die Ofenkaulen        | Paläogen      | GD Krefeld     |
| 09.2021 | Der Piesberg          | Karbon        | Uni Bremen     |
| 10.2021 | Obernkirchen          | Kreide        | Uni Greifswald |
| 11.2021 | Der Familienschacht   | Karbon        | Uni Freiberg   |

Die App wird an verschiedenen Hochschulen, u. a. RWTH Aachen, Friedrich-Schiller-Universität Jena, Universität Greifswald als Mittel der digitalen Lehre eingesetzt. Das OutcropWizard-Team hat einen eingeladenen Plenarvortrag auf der Fachtagung Geoutrecht 2020. Des Weiteren wurde über die Entwicklung der App auf anderen Fachkonferenzen berichtet.

## Funktionen
Als mobile Aufschlussdatenbank umfasst die App derzeit (Stand 10.2021) etwa 15000 Aufschlüsse, die meisten davon in Zentraleuropa. Eine deutliche Zunahme der Aufschlusspunkte und somit der Erweiterung des Informationsangebotes in der zweiten Jahreshälfte 2020 begründet sich in der Integration nationaler Datenbanken. Alle durch die internationale Kommission für Stratigraphie anerkannten Global Stratotype Section and Point (GSSPs) sind in der Datenbank abgelegt. Die Nutzer können sich die Aufschlüsse in der App auf verschiedenen Karten, unter anderem Satelliten-, Standard- und Geländekarten sowie geologischen Karten mit Legendenfunktion darstellen lassen. Über die Standortanzeige wird auch die Geologie des Untergrundes als Textfeld angezeigt. Somit können unmittelbar Informationen zu Geologie des Untergrundes abgerufen werden. Des Weiteren ermöglicht eine Routenführungs- und Navigationsfunktion das gezielte Ansteuern von Aufschlusspunkten.
Nutzer können in der App eigene Aufschlüsse erstellen. Dazu gibt es in der Menuführung eine spezielle Schaltfläche. Über vordefinierte Eingabefelder werden Metadaten wie Name und Lithologie eingefügt. Die Beschreibung des Aufschlüsses kann direkt im Gelände erfolgen und die Lokalisierung erfolgt über die Standortabfrage. Allerdings ist die Anlage und entsprechende Verortung des Punktes auch von anderer Stelle möglich, entweder durch die Eingabe von Koordinaten oder durch das Wählen des Ortes auf einer Karte. Informationen zum Erdzeitalter erfolgen durch Auswahl über ein dropdown-Menu. Hier können auch eigenen Bilder hochgeladen werden. Zudem ist die Integration von YouTube-Videos und 3D-Modellen gegeben. Über ein Meldesystem wird eine Bewertungs- und Kommentarfunktion sowie die Korrektur fehlerhafter Aufschlüsse ermöglicht. Exkursionen können als Routen in der App dargestellt werden. So ist beispielsweise die Albanienexkursion der DGGV in der Anwendung abgelegt. Über eine pdf-Exportfunktion können Aufschlüsse mit den hinterlegten Informationen formatiert ausgegeben werden. Die App ist interaktiv und verfügt einerseits über eine Ratingfunktion. Über diese kann der Nutzer den Aufschluss auf einer Skala von eins bis fünf bewerten. Andererseits kann der Zustand des Aufschlusses direkt an das OW-Team gemeldet werden. Fehlerhafte Informationen, unzugängliche oder auch zugewachsene Aufschlüsse können so gemeldet werden. Die Kommentarfunktion erlaubt eigene Eindrücke oder weitergehende Informationen zu teilen.
Die Filterfunktion erlaubt die Anzahl der Aufschlüsse nach der Stratigraphie sowie nach Aufschlusskategorie (z. B. Aufschluss, Museum, Quelle oder Aussichtspunkt) einzugrenzen.
Offlinekarten könne heruntergeladen werden. Diese Funktion eignet sich insbesondere für Gegenden, in denen keine Abdeckung mit mobilen Daten besteht.
OutcropWizard ist derzeit in deutscher, englischer, französischer, spanischer, italienischer und polnischer Sprache verfügbar.

## Auszeichnungen
Im Rahmen der Eröffnung des akademischen Jahres wurde die App am 18. Oktober 2019 mit dem Initiativpreis „Impulse für die digitalgestützte Lehre“ der Universität Bonn ausgezeichnet. An der RWTH Aachen wurde die App 2019 mit dem Exploratory Teaching Space Award ausgezeichnet. Mit einem Videobeitrag nahm das OutcropWizard-Team im Sommer 2020 an dem vom Stifterverband ausgeschriebenen Wettbewerb „MINTdigital – mit Abstand am besten studieren“ teil. In dem Wettbewerb wurden über 150 Bewerbungen eingereicht. Das Projekt "OutcropWizard – Digital unterwegs" ist von der Jury als Leuchtturmprojekt zur Chancennutzung digitaler Lehr- und Lernformate für das MINT-Studium als Best-Practice-Projekt ausgezeichnet worden.
Im Jahr 2021 hat das OutcropWizard-Team am internationalen Fotowettbewerb Wiki Loves Earth teilgenommen und hier in der Kategorie Landschaftsaufnahmen sowohl den ersten als auch den sechsten Platz gewonnen.